# イヌガンソク
イヌガンソク Pentarhizidium orientale は、シダ植物の1つ。胞子葉がガンの足に似ている。

## 特徴
夏緑性の草本。根茎は短く匍匐するか、あるいは斜めに立ち、鱗片があって葉が密生する。鱗片は広披針形から線状披針形で、先端は長く伸びて尖り、縁は滑らか。長さは0.7-2cmで膜質、淡褐色で光沢がある。
葉には明瞭な2形がある。どちらも葉柄の基部には鱗片を密生する。
- 栄養葉は単羽状複葉。葉柄は長さ20-80cmで、藁色でまばらに鱗片がある。葉身は全体としては卵状広楕円形で、長さ30-80cm、幅20-40cmに達する。羽片は狭披針形で、基部に向けて少しだけ狭くなり、基部は切り落とされたような形で短い柄があり、全体に浅く、または中程度まで羽状に裂ける。葉脈は全て遊離して、網を作らない。基部の側羽片が特に短くなってはいない。葉質は紙質で深緑色、軸にまばらに毛がある。葉身の先端は急に狭くなって、頂羽片に近い形を取る[2]。
- 胞子葉は栄養葉より短く、冬には枯れるがそのまま残る。葉柄は20-50cm、葉身は単羽状複葉。羽片は裏側向きに反り返るように着き、柄はなく、長さ4-12cm、幅5-6mmで縁が内側に強く巻き込んで棒状になり、裏面が完全に隠れる。側脈の先端に胞子嚢群が着き、胞子嚢群は羽片の中軸の両側にそれぞれ1列ずつ並ぶ。胞子嚢群は薄い包膜に覆われ、その上で巻き込んだ羽片に包まれる。胞子葉は秋から冬に成熟し、春に胞子を散布する[3]。

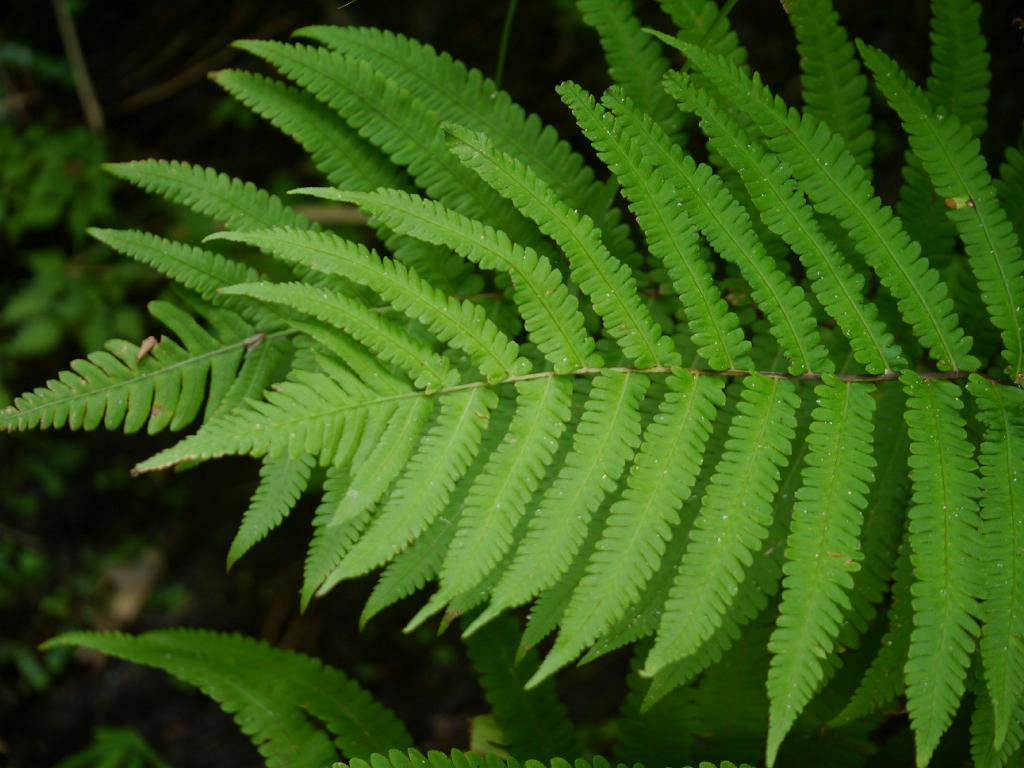
栄養葉の先端部
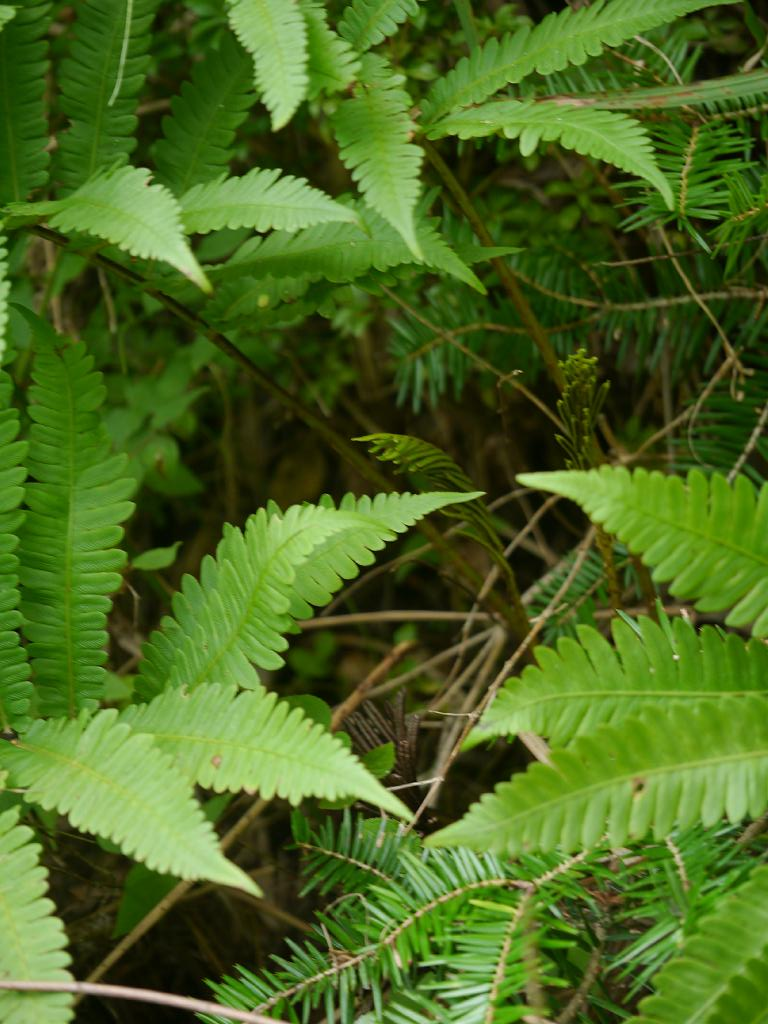
栄養葉の下に若い胞子葉が見える
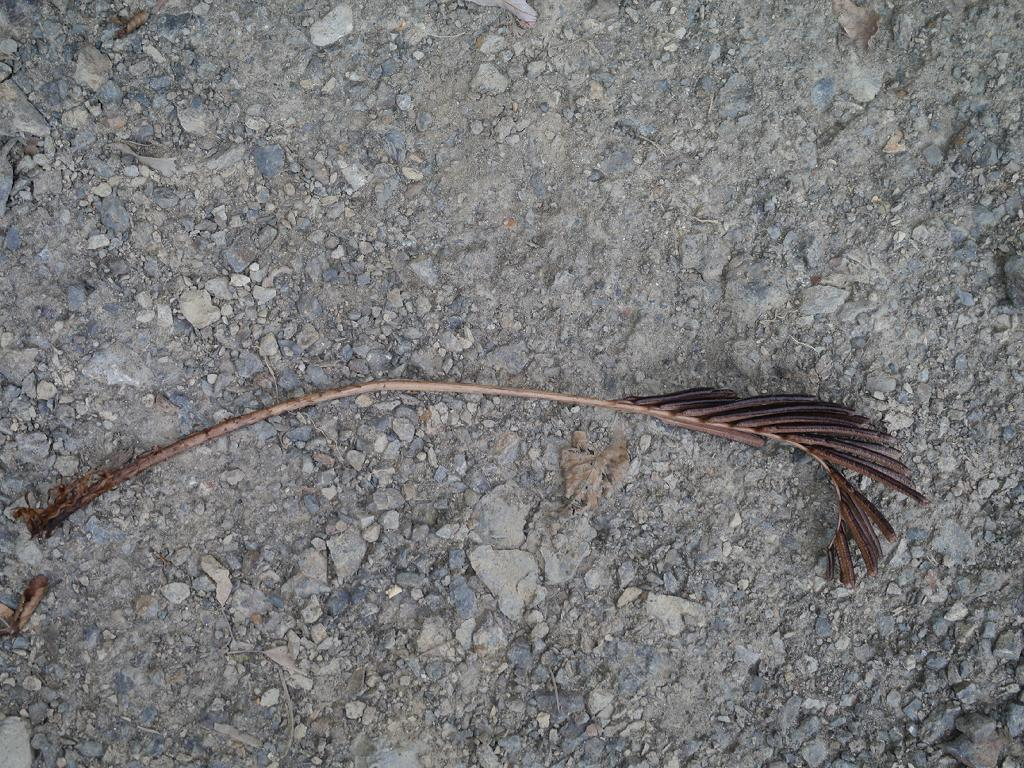
昨年の胞子葉
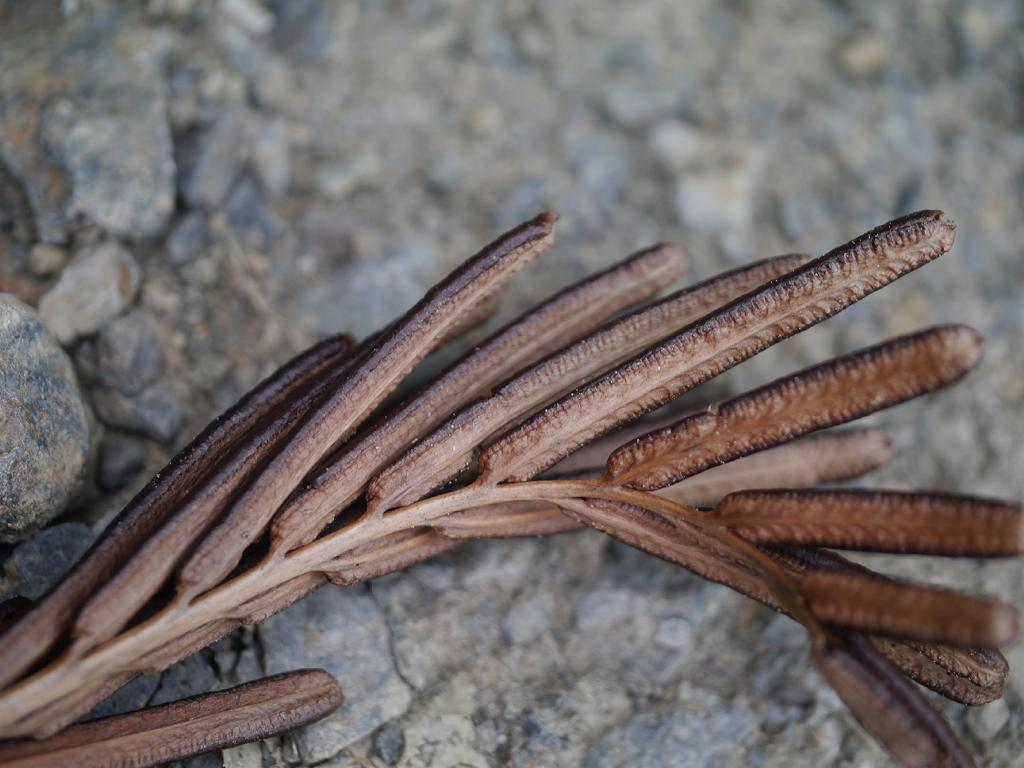
同、側羽片の表面
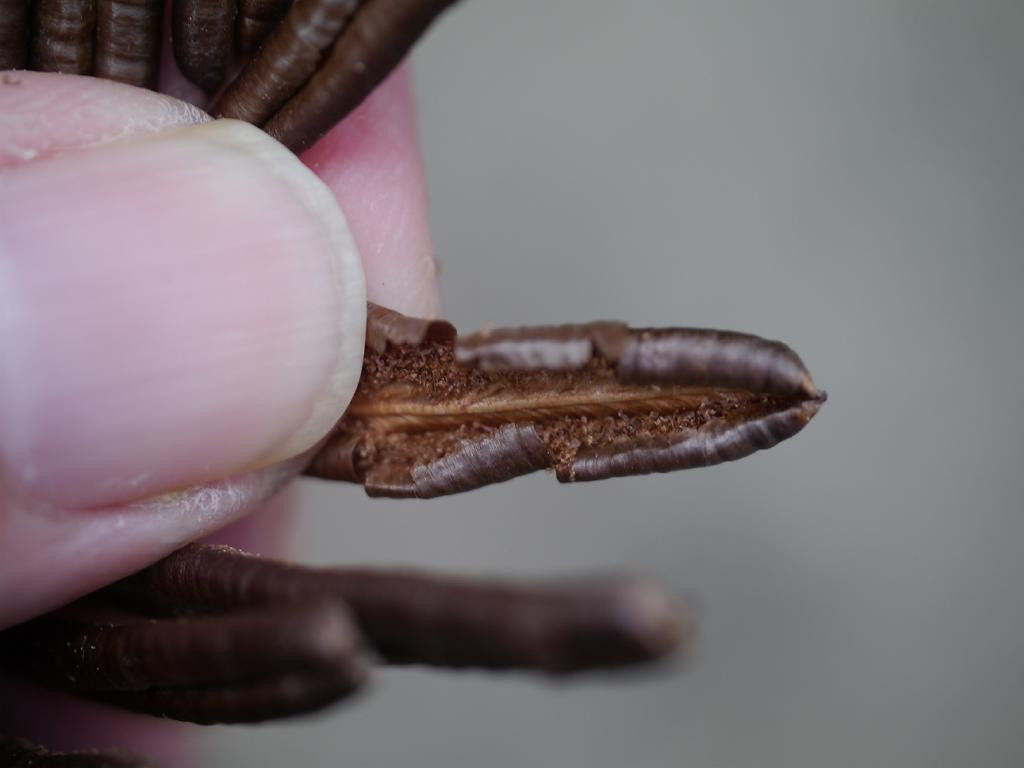
同、側羽片の巻き込みを広げる

### 名前の由来
和名の由来はクサソテツのことを雁足（がんそく）と言ったことから。これは牧野によると、この種の根本で葉柄の基部が集まっている様子を雁の足になぞらえたことによる。本種はその種に似ていて、より大きくて粗剛であるため。ただし、牧野は本種の方が本家のクサソテツより雁の足に似ているとも書いてある。
他方、加藤(1997)や北川(2007)などは株ではなく、褐色の胞子葉が雁の足に似ているため、としている。さらに北川はイヌが着いているのはクサソテツとは異なり、食用にならないからだろうとしている。ただし、岩槻編著(1992)では葉柄の基部の様子に由来するとしつつ、胞子葉の形状の方が似ている、と書いてあるので、やはり胞子葉の形状から、とするのは後付かと思われる。

## 分布と生育環境
日本では北海道から九州まで広く見られる。国外では東アジア一帯に渡る。
山地の林下から村落の路傍のような人為的影響下の場所にまで出現する。

## 分類
名前がそうであるように、クサソテツは栄養葉と胞子葉の様子などが似ている。ただし葉質は遙かに柔らかいし、栄養葉も胞子葉も一目でわかるほどに形が異なる。その意味で判別に困る種は他にない。種内の変異としては葉が大きくて切れ込みの深いものをハゴロモイヌガンソク f. incista と呼ぶが、この点は変異が多い。
ただし、この種の分類上の位置については議論が多い。上記のような共通性からクサソテツと伴にクサソテツ属に含め、 Matteuccia orientalis としたこともあり、他方でクサソテツが短い根茎と匍匐茎の2形を持つことからこれと分け、コウヤワラビ属に含め、 Onoclea orientalis としたこともある。いずれにしても本種とクサソテツ、コウヤワラビの類縁性は認められるところであり、これに加えて Onocleopsis hintonii というメキシコとグアテマラに分布する種があり、もう1種は中国からチベット、シッキム、インド北部に分布する M. intermedia の5種がこのグループにまとめられる。最後の種は本種に似ており、クサソテツとの自然雑種ではないかと推定されていた。
これらは共通点として栄養葉と胞子葉の明確な2形、後者において、葉身が胞子嚢群を含む狭い部分にまで退縮していること、胞子嚢群を葉身が巻いて包むこと、胞子に葉緑体があり、寿命が短いことなどの共通の特徴を持つ。分枝系統の解析から、この中で本種と M. intermedia の2種がそれ以外の種全部と姉妹群を形成し、明確に別のクレードを形成するという結果が出てしまった。つまり、上に述べた本種の扱いは、そのどちらもが当てはまらないことになったのである。そのため、本種に与えられ、その後は没にされていた属名を復活させる形で Pentarhizidium orientale とすることになっている。ちなみにこの学名はHayataが1928年にこの類の根茎の研究から本種らを別属とすべく命名したものである。

## 利用
その姿のおもしろさから、胞子葉が生け花やドライフラワーで利用されることがある。